# Ruth Brandin
Ruth Brandin (* 27. Februar 1940 in Altenweddingen; eigentlicher Name Ruth Langhammer; † 11. Juli 2024 in Berlin) war eine deutsche Schlagersängerin. Sie galt als das erste Teenager-Idol der DDR und gehörte neben Bärbel Wachholz, Helga Brauer und Chris Doerk in den 1960er Jahren zu den großen weiblichen Schlagerstars.

## Biografie und künstlerisches Wirken
Ruth Brandin, die mit vier Geschwistern in einer musikalischen Familie aufwuchs, verbrachte ihre Kindheit in der Magdeburger Börde. Da sie sportlich sehr begabt war, besuchte sie die Sportschule in Magdeburg, die sie jedoch wegen eines unerklärlichen Leistungsabfalls wieder verlassen musste. Erst später diagnostizierte man einen Herzfehler. 1957 ging sie nach Ost-Berlin. Hier absolvierte sie im Klinikum Buch eine Ausbildung als Krankenschwester. Eine Patientin, die seinerzeit erfolgreiche Sängerin Jenny Petra, gab ihr die Adresse des DDR-Schallplattenunternehmens Amiga.
Im Januar 1958 sang sie dort vor und erhielt einen Fördervertrag. Im August 1959 begann Ruth Brandin eine Ausbildung am Nachwuchsstudio des Berliner Rundfunks. Gleichzeitig wurde sie Mitglied des Damenquartetts Die Kolibris, einer Gesangsgruppe, die vornehmlich für Backgroundaufgaben eingesetzt wurde und der unter anderem Monika Grimm (später bei den Tahiti-Tamourés) angehörte. Bevor sie ihre solistische Karriere startete, sang sie zunächst im Duett mit ihrer Schwester Christa (Künstlername Evelyn). Sie nannten sich Ruth & Evelyn und produzierten bei Amiga die Titel Bist du allein und Niemand ist wie du von Ralf Petersen und Bernhard Bohlke.
Ihre erste Solo-Platte Das kann der Mann für’s Leben sein wurde nicht veröffentlicht, da sich der Komponist, Reimer Mierke, in den Westen abgesetzt hatte. Erst fünf Jahre später erschien die Single in einer Neuaufnahme unter dem Komponisten-Pseudonym Harald Jürgen. Ab Juni 1963 war Ruth Brandin mit großem Erfolg als Solistin tätig. Einige ihrer Hits waren Das alles lieb ich so an dir, Das Lied vom alten Plattenschrank (mit Monika Grimm), Papagei-Twist, Mich hat noch keiner beim Twist geküßt, Red nicht über die Liebe, Aus Apfelkernen und Nudelsternen, Bleib bis morgen und Parken verboten. Mitte der 1960er Jahre sang sie im Duett mit Volkmar Böhm die Titel Love, love, love, Nur im Traum und La Luna.
Da sich Brandin nicht den Forderungen des Ministeriums für Staatssicherheit beugte, zum Beispiel ihre Kollegen zu bespitzeln, wurde ihre Karriere massiv behindert. So konnte sie keine Schallplatten mehr veröffentlichen. 1972 beendete Brandin aufgrund der Repressalien ihre Musikerlaufbahn. Nach dem Tod ihres zweiten Mannes wurde sie Leiterin des bekannten Café Nord an der Schönhauser Allee in Ost-Berlin. 1985 verließ sie die DDR. Nach dem Tod ihres letzten Lebensgefährten im Jahr 2012 lebte Brandin zurückgezogen in Berlin.
Theater & Philharmonie Thüringen brachten am 18. Februar 2018 das Theaterstück Die große Liebe war es nicht – Die Ruth-Brandin-Story am Theater Altenburg zur Uraufführung. Es stammt von Svea Haugwitz und Manuel Kressin und widmet sich Brandins Lebensgeschichte; sie war an der Entwicklung beteiligt.

## Diskografie

### Alben
- 1964: Teenager-Party mit Ruth (Amiga)
- 1997: Das Beste 1961–1971
- 2009: Mich hat noch keiner beim Twist geküsst (44 Erfolgstitel, 2 CD)

### Singles
Hinweis: Ist nur ein Titel angegeben, handelt es sich um eine geteilte Single mit einem anderen Interpreten.
- 1962: Das Lied vom alten Plattenschrank (Ruth und Monika) (Amiga)
- 1962: So viel Liebe wünsch ich mir / Der Mann von nebenan (Amiga)
- 1962: Er wär’ mein alles auf der Welt / Dort treff ich dich, Charly (Amiga)
- 1962: Heut gehen wir tanzen (Ruth und Evelyn) (Amiga)
- 1962: Lady Sunshine / Laß mich nicht weinen (Ruth und Evelyn) (Amiga)
- 1962: Ricki-ticki-tim / Aus Apfelkernen (Amiga)
- 1963: Niemand ist wie du / Bist du allein (Ruth und Evelyn) (Amiga)
- 1962: Warum nennt man dich Sunny-Boy / Papagei-Twist (Amiga)
- 1963: Mister Casanova (Ruth und Evelyn) (Amiga)
- 1963: Tante Lilly / Kuckucksuhrentwist (Ruth und Evelyn) (Amiga)
- 1963: 1999 (Amiga)
- 1963: I love you (Ruth Brandin und Volkmar Böhm) (Amiga)
- 1963: Mutti sag ja (Ruth Brandin und Richard Adam) (Amiga)
- 1964: Sind junge Mädchen 16 Jahre alt / Nur im Traum (Amiga)
- 1964: Mich hat noch keiner beim Twist geküßt / Münchhausen (Ruth Brandin und Sputniks) (Amiga)
- 1964: Love, Love, love (Ruth Brandin und Volkmar Böhm) (Amiga)
- 1965: La Luna (Ruth Brandin und Volkmar Böhm) (Amiga)
- 1965: Blondes Haar am Paletot / Parken verboten (Amiga)
- 1965: Du bist ein As / Das kann der Mann für’s Leben sein (Amiga)
- 1965: Morgenstunde hat Gold im Munde / Der Joe gehört mir (Amiga)
- 1966: Für die Liebe gibt’s kein Parkverbot / Das Lexikon der Liebe (Ruth Brandin und Volkmar Böhm) (Amiga)
- 1966: Ich will nicht weinen / Schöne Augen (Amiga)
- 1967: Du hast 99 Fehler (Ruth Brandin und Volkmar Böhm) (Amiga)
- 1967: Männertreu (Amiga)
- 1968: Red nicht über die Liebe (Amiga)
- 1968: Nie zuvor war ein Abend so schön (Amiga)
- 1968: Bleib bis morgen (Amiga)
- 1969: Guten Morgen, lieber Sonnenschein (Amiga)
- 1969: Kann mir gar nicht imponieren (Amiga)
- 1970: Wunderschön, dich wiederzusehn / Hänsel und Gretel (Amiga)